# Squadra speciale Mistress Fortune
Squadra speciale Mistress Fortune (絶対覚醒天使ミストレス☆フォーチュン?, Zettai kakusei tenshi ☆ Misutoresu Fōchun) è un manga ideato e illustrato da Arina Tanemura. Il manga è un volume unico composto da tre capitoli più due special. Il primo capitolo della serie ha debuttato nel numero di luglio 2008 di Ribon uscito il 3 giugno precedente Il 25 dicembre 2008 è stato pubblicato in un unico volume in Giappone da Shūeisha.
L'edizione italiana è stata curata da Panini Comics, che ha pubblicato l'opera il 13 giugno 2010.
La storia è incentrata su Kisaki Tachikawa, un'adorabile quattordicenne che nasconde una doppia identità. Infatti, oltre ad essere una semplice studentessa del liceo è anche Fortune Tiara, un membro del Psi dotato di poteri psichici ed elettromagnetici.

## Trama
La terra è attaccata dagli alieni Ebe, a combatterli è la squadra Mistress Fortune, la squadra governativa di esper volanti. Tra questi emerge il duo formato da Fortune Quartz e Fortune Tiara dotati di poteri psichici ed elettromagnetici e della capacità di volo. I due sono segretamente innamorati l'uno dell'altra, tuttavia hanno il divieto dell'associazione di vedersi al di fuori di essa. Riusciranno a dichiararsi tra un Ebe e l'altro?

## Personaggi

### Espers
- Kisaki Tachikawa: una studentessa quattordicenne dotata di super poteri psichici e magnetici.  Membro della PSI, è nota come Fortune Tiara. È segretamente innamorata di Giniro e cerca in ogni modo di avere i suoi contatti telefonici.
- Giniro Hashiba: è un ESPer geniale di 14 anni, noto come Fortune Quartz. Quando i poteri ESP di Giniro apparvero per la prima volta all'età di 5 anni, erano così forti che fecero saltare in aria la sua casa e la sua famiglia. Suo padre e sua sorella maggiore sono morti e sua madre è stata in coma negli ultimi 9 anni dall'inizio della storia. A causa di questi eventi ora vive al quartier generale del PSI e afferma di avere un debito con il comandante Hakase. È segretamente innamorato di Kisaki che però allontana per non essere separato da lei.
- Gunjo Hakase:  ha 25 anni ed è il comandante del PSI. Il suo gruppo sanguigno è A ed è single. È dotato di superpoteri ma ha paura di volare.

## Media

### Manga
Oltre ai tre capitoli principali della serie, esistono tre storie secondarie create dalla Tanemura. La prima è stata pubblicata nell'edizione speciale estiva 2008 di Ribon, la seconda nel numero di novembre 2008 della medesima testata e il terzo nell'edizione speciale invernale 2008 della stessa rivista insieme a un one-shot di The Gentlemen's Alliance Cross. L'unico volume di Mistress Fortune contenente tutti e tre i capitoli principali e due delle storie secondarie è stato pubblicato il 25 dicembre 2008. Nelle prime edizioni, Shūeisha incluse un poster fronte-retro esclusivo. Viz Media ha successivamente annunciato di aver acquisito la licenza di distribuzione in Nord America durante l'Anime Expo 2010. La serie è stata anche distribuita in Germania da Tokyopop e in Italia da Panini Comics.

### Vomic
Un internet vomic (un portmanteau delle parole voce e fumetto) in quattro parti che copre i primi due capitoli della serie è stato creato e pubblicato da Shūeisha. Il vomic presenta Ai Matayoshi nel ruolo di Kisaki, Ken'ichi Suzumura come Giniro, Junji Majima come Gunjo Hakase, Chiwa Saitō come Ebeko e Ayumi Fujimura come Kagami. Il vomic è stato annunciato per la prima volta nel numero di settembre 2008 di Ribon.

## Accoglienza
L'edizione inglese pubblicata da Viz Media ha ricevuto recensioni generalmente positive. Leroy Douresseaux di Comic Book Bin ha dato al volume una B+, affermando che "È divertente spensierato come solo Tanemura può farlo". Carlo Santos di Anime News Network ha sostenuto che era troppo breve, ma che, "è ancora una versione sorprendentemente divertente del genere di azione e avventura ESPer, e la manciata di battute per i lettori americani lo spinge fino a una B". Matthew Warner di Mania.com ha dato a sua volta una B come giudizio, trovandolo "un po' generico", ma una "lettura interessante". Karen Maeda di Sequential Tart non è stata molto favorevole, assegnando al volume un 5 su 10 e suggerendo ai lettori di attenersi ad altre opere della Tanemura, poiché Mistress Fortune può essere "troppo irrealistico e strano per preoccuparsene". School Library Journal ha elencato Mistress Fortune come una delle "39 graphic novel a cui i bambini non possono resistere", suggerendola per le lettrici di anni 6-8.